# 奧爾巴尼縣 (紐約州)
奥尔巴尼縣（英語：Albany County）是美国纽约州東部的一個郡，東傍哈德遜河，面積1,381平方公里。2020年人口統計為31萬4,848人。縣治奥尔巴尼（Albany）亦是紐約州首府。該縣成立於1683年11月1日，是紐約州最早的十二個縣之一。縣名紀念約克與奥尔巴尼公爵（Duke of York and Albany）、後來的英王詹姆斯二世。